# Sainte-Maure-de-Touraine
Sainte-Maure-de-Touraine je naselje in občina v osrednjem francoskem departmaju Indre-et-Loire regije Center. Leta 2011 je naselje imelo 4.153 prebivalcev.

## Geografija
Kraj leži v pokrajini Touraine ob reki Manse, 39 km južno od Toursa.

## Uprava
Sainte-Maure-de-Touraine je sedež istoimenskega kantona, v katerega so poleg njegove vključene še občine Antogny-le-Tillac, Maillé, Marcilly-sur-Vienne, Neuil, Nouâtre, Noyant-de-Touraine, Ports, Pouzay, Pussigny, Saint-Épain in Sainte-Catherine-de-Fierbois z 11.787 prebivalci.
Kanton Sainte-Maure-de-Touraine je sestavni del okrožja Chinon.

## Zanimivosti
- neogotska cerkev sv. Mavre Tourenske, z grobnico iz 9. do 11. stoletja, romarska postaja na poti v Santiago de Compostelo,
- kapela devic, prvotno iz 15., prenovljena v 19. stoletju, posvečena sv. Mavri in Brigiti,
- nekdanje priorstvo Saint-Mesmin, ustanovljeno v letu 1060,
- samostan Notre-Dame-des-Vertus iz leta 1682,
- grad družine Rohan iz konca 10. stoletja, prenovljen v 14. in 15. stoletju, danes se v njem nahaja muzej umetnosti in ljudske tradicije.

## Pobratena mesta
- Ayllón (Kastilija in Leon, Španija);